# Otto Witte
Otto I da Albânia (16 de outubro de 1872 - 13 de agosto de 1958) foi um acrobata de circo e palhaço alemão, que afirmava ter conseguido ser coroado rei da Albânia.